# Keith Miles
Pour les articles homonymes, voir Miles.
Keith Miles, né le 16 mai 1940 à Cardiff au pays de Galles, est un romancier britannique, auteur de romans policiers.

## Biographie
Keith Miles fait ses études dans le sud du pays de Galles puis obtient un diplôme en histoire moderne de l'université d'Oxford.
Il est scénariste pour plusieurs séries télévisées britanniques comme Crossroads, Z-Cars ou Cosmos 1999.
En 1986, il publie son premier roman, Bullet Hole, premier volume d'une série mettant en scène Alan Saxon, un détective professionnel devenu golfeur amateur.
En 1988, avec La Tête de la reine (The Queen’s Head), il commence une série se déroulant pendant l'ère élisabéthaine dans le monde théâtral de Londres. Pour cette série, il utilise le pseudonyme Edward Marston, en référence au  dramaturge élisabéthain, John Marston. Le héros de cette série est Nicholas Bracewell, régisseur du théâtre. Avec le septième roman de cette série, Le Mauvais Génie (The Roaring Boy), il est nommé pour le prix Edgar-Allan-Poe 1996 du meilleur roman.
Une autre série commence en 1993 avec The Wolves of Savernake se situe sous le règne de Guillaume le Conquérant; avec deux personnages principaux, arpenteurs du Domesday Book, Ralph Delchard, un soldat normand, et Gervase Bret, un ancien novice devenu avocat, à moitié saxon et à moitié breton.
Avec The King’s Evil, il entame une autre série en 1999 mettant en scène l'architecte détective Christopher Redmayne et l'agent puritain Jonathan Bale.
En 2004, il crée deux autres personnages, l'inspecteur Robert Colbeck et le sergent Victor Leeming. Cette nouvelle série se déroule au milieu du 19e siècle dans le contexte de "l'âge du chemin de fer". Colbeck est un ancien avocat fasciné par les chemins de fer et épouse la fille d'un cheminot. Leeming, en revanche, déteste les voyages en train et aspire de revenir aux jours de transport à cheval.
Keith Miles a utilisé quatre autres pseudonymes: Martin Inigo, Conrad Allen, David Garland et Christopher Mountjoy.
Il est président de la Crime Writers' Association en 1997 et 1998.
Il fut marié à Rosalind Miles et l'est ensuite avec une autre écrivaine de roman policier, Judith Cutler.

## Œuvre

### Romans signés Keith Miles

#### SérieAlan Saxon
- Bullet Hole (1986)
- Double Eagle (1987)
- Green Murder (1990)
- Flagstick (1991)
- Bermuda Grass (2002)
- Honolulu Play Off (2004)

#### SérieMerlin Richards
- Murder in Perspective (1997)
- Saint’s Rest (1999)

### Romans signés Edward Marston

#### SérieNicholas Bracewell
- The Queen’s Head (1988)
  - La Tête de la reine, 10-18 coll. « Grands détectives » no 3144 (1999)  (ISBN 2-264-02812-2)
- The Merry Devils (1989)
  - Les Joyeux Démons, 10-18 coll. « Grands détectives » no 3195 (2000)  (ISBN 2-264-02813-0)
- The Trip to Jerusalem (1990)
  - La Route de Jérusalem, 10-18 coll. « Grands détectives » no 3270 (2001)  (ISBN 2-264-02813-0)
- The Nine Giants (1991)
  - Les Neuf Géants, 10-18 coll. « Grands détectives » no 3316 (2001)  (ISBN 2-264-03200-6)
- The Mad Courtesan (1992)
  - La Folle Courtisane, 10-18 coll. « Grands détectives » no 3407 (2002)  (ISBN 2-264-03219-7)
- The Silent Woman (1992)
  -  La Femme silencieuse, 10-18 coll. « Grands détectives » no 3480 (2002)  (ISBN 2-264-03499-8)
- The Roaring Boy (1995)
  - Le Mauvais Génie, 10-18 coll. « Grands détectives » no 3535 (2003)  (ISBN 2-264-03665-6)
- The Laughing Hangman (1996)
  - Le Rire du bourreau, 10-18 coll. « Grands détectives » no 3642 (2004)  (ISBN 2-264-03536-6)
- The Fair Maid of Bohemia (1997)
  - La Belle de Bohème, 10-18 coll. « Grands détectives » no 3642 (2006)  (ISBN 2-264-03918-3)
- The Wanton Angel (1999)
- The Devil’s Apprentice (2001)
- The Bawdy Basket (2002)
- The Vagabond Clown (2003)
- The Counterfeit Crank (2004)
- The Malevolent Comedy (2005)
- The Princess of Denmark (2006)

#### SérieRalph Delchard et Gervase Bret
- The Wolves of Savernake (1993)
- The Ravens of Blackwater (1994)
- The Dragons of Archenfield (1995)
- The Lions of the North (1996)
- The Serpents of Harbledown (1996)
- The Stallions of Woodstock (1997)
- The Hawks of Delamere (1998)
- The Wildcats of Exeter (1998)
- The Foxes of Warwick (1999)
- The Owls of Gloucester (2000)
- The Elephants of Norwich (2000)

#### SérieChristopher Redmayne et Jonathan Bale
- The King’s Evil (1999)
- The Amorous Nightingale (2000)
- The Repentant Rake (2001)
- The Frost Fair (2003)
- The Parliament House (2006)
- The Painted Lady (2007)

#### SérieRobert Colbeck
- The Railway Detective (2004)
- The Excursion Train (2005)
- The Railway Viaduct (2006)
- The Iron Horse (2007)
- Murder on the Brighton Express (2008)
- The Silver Locomotive Mystery (2009)
- Railway to the Grave (2010)
- Blood on the Line (2011)
- The Stationmaster’s Farewell (2012)
- Peril on the Royal Train (2013)
- A Ticket to Oblivion (2014)
- Timetable of Death (2015)
- Signal for Vengeance (2016)
- The Circus Train Conspiracy (2017)
- A Christmas Railway Mystery (2017)
- Points of Danger (2018)
- Fear on the Phantom Special (2019)
- Slaughter in the Sapperton Tunnel (2021)

#### SérieDaniel Rawson
- Soldier of Fortune (2008)
- Drums of War (2008)
- Fire and Sword (2009)
- Under Siege (2010)
- A Very Murdering Battle (2011)

#### SérieHarvey Marmion et Joe Keedy
- A Bespoke Murder (2011)
- An Instrument of Slaughter (2012)
- Five Dead Canaries (2013)
- Deeds of Darkness (2014)
- Dance of Death (2015)
- The Enemy Within (2016)
- Under Attack (2017)

#### SériePeter et Paul Skillen
- Shadow of the Hangman (2015)
- Steps to the Gallows (2016)
- Date with the Executioner (2017)
- Fugitive from the Grave (2018)

### Romans signés Conrad Allen

#### SérieGeorge Porter Dillman
- Murder on the Lusitania (1999)
- Murder on the Mauretania (2000)
- Murder on the Minnesota (2002)
- Murder on the Caronia (2003)
- Murder on the Marmora (2004)
- Murder on the Salsette (2005)
- Murder on the Oceanic (2006)
- Murder on the Celtic (2007)

### Recueils de nouvelles signés Edward Marston

#### SérieRobert Colbeck
- Inspector Colbeck’s Casebook: Thirteen Tales from the Railway Detective (2014)

#### Autre recueil de nouvelles
- Murder, Ancient and Modern (2005)

## Filmographie

### Scénarios
- 1967 - 1980 : 2 épisodes de la série télévisée britannique Crossroads
- 1970 : 2 épisodes de la série télévisée britannique policière Z-Cars
- 1970 : 2 épisodes de la série télévisée britannique de science-fiction The Adventures of Don Quick (en)
- 1970 - 1971 : 10 épisodes de la série télévisée britannique pour la jeunesse Bright's Boffins (en)
- 1974 : 3 épisodes de la série télévisée britannique Rogue's Rock
- 1976 : 1 épisode de la série télévisée britannique de science-fiction Cosmos 1999

## Prix et distinctions

### Nomination
- Prix Edgar-Allan-Poe 1996 du meilleur roman pour The Roaring Boy[3]